# Kejdonia cachiai
Kejdonia cachiai is een slakkensoort uit de familie van de Pyramidellidae. De wetenschappelijke naam van de soort is voor het eerst geldig gepubliceerd in 1998 door Mifsud.